# Vera Lewis
Vera Lewis (New York, 10 giugno 1873 – Woodland Hills, 8 febbraio 1956) è stata un'attrice statunitense.
Ha preso parte a circa 180 film tra il 1914 ed il 1947. Era la moglie dell'attore Ralph Lewis.

## Filmografia parziale
- Hypocrites, regia di Lois Weber (1915)
- Betty in Search of a Thrill, regia di Phillips Smalley e Lois Weber (1915)
- La maschera di ferro (The Iron Mask), regia di Allan Dwan (1929)
- Quattro figlie (Four Daughters), regia di Michael Curtiz (1938)
- I ruggenti anni venti (The Roaring Twenties), regia di Raoul Walsh (1939)
- Four Wives, regia di Michael Curtiz (1939)
- Il ritorno del dottor X (The Return of Doctor X), regia di Vincent Sherman (1939)